# Dynamic Country Club
Pour les articles homonymes, voir Dynamic.
Dynamic Country Club (ダイナミックカントリークラブ) est un jeu vidéo de golf sorti en 1991 sur Mega-CD et borne d'arcade.